# Пасажен-Франка

Пасажен-Франка на карте штата.

Пасажен-Франка (порт. Passagem Franca) — муниципалитет в Бразилии, входит в штат Мараньян. Составная часть мезорегиона Восток штата Мараньян. Входит в экономико-статистический микрорегион Шападас-ду-Алту-Итапекуру. Население составляет 17 562 человека на 2010 год. Занимает площадь 1358,327 км². Плотность населения — 12,93 чел./км².
Праздник города — 8 мая.

## История
Город основан 8 мая 1835 года. 

## Демография
Согласно сведениям, собранным в ходе переписи 2010 г. Национальным институтом географии и статистики (IBGE), население муниципалитета составляет:
| Полное население                               | Полное население                               | Полное население                               | Полное население                               | 17 562 |
| ---------------------------------------------- | ---------------------------------------------- | ---------------------------------------------- | ---------------------------------------------- | ------ |
| в том числе:                                   | Городское население                            | 10 464                                         | Процент городского населения, %                | 59,58  |
|                                                | Сельское население                             | 7098                                           | Процент сельского населения, %                 | 40,42  |
|                                                | Мужское население                              | 8693                                           | Процент мужского населения, %                  | 49,50  |
|                                                | Женское население                              | 8869                                           | Процент женского населения, %                  | 50,50  |
| Плотность населения, чел/км²                   | Плотность населения, чел/км²                   | Плотность населения, чел/км²                   | Плотность населения, чел/км²                   | 12,93  |
| Население муниципалитета в % к населению штата | Население муниципалитета в % к населению штата | Население муниципалитета в % к населению штата | Население муниципалитета в % к населению штата | 0,27   |

По данным оценки 2016 года, население муниципалитета составляет 18 549 жителей.

## Статистика
- Валовой внутренний продукт на 2003 год составляет 17 709 767,00 реалов (данные: Бразильский институт географии и статистики).
- Валовой внутренний продукт на душу населения на 2003 год составляет 1174,47 реала (данные: Бразильский институт географии и статистики).
- Индекс развития человеческого потенциала на 2000 год составляет 0,545 (данные: Программа развития ООН).